# Șnuriv Lis, Makariv
Șnuriv Lis (în ucraineană Шнурів Ліс) este un sat în comuna Borivka din raionul Makariv, regiunea Kiev, Ucraina.

## Demografie
Componența lingvistică a localității Șnuriv Lis
     Ucraineană (100%)
Conform recensământului din 2001, toată populația localității Șnuriv Lis era vorbitoare de ucraineană (100%).